# Il libro segreto delle streghe - Blair Witch 2
Il libro segreto delle streghe - Blair Witch 2 (Book of Shadows: Blair Witch 2) è un film del 2000 diretto da Joe Berlinger.
È il seguito del film di successo The Blair Witch Project - Il mistero della strega di Blair, girato con la collaborazione nella sceneggiatura dei registi del primo episodio Daniel Myrick ed Eduardo Sanchez.

## Trama
Nel novembre del 1999, un gruppo di giovani turisti, incuriositi dalla visione del film The Blair Witch Project, decide di recarsi a Burkittsville per girare un documentario sulla leggenda della strega. Il gruppo è composto da Stephen Parker, la moglie incinta Tristen Ryler - che si interessano alla misteriosa vicenda in quanto intenzionati a scrivere un libro sull'argomento - Erica Geerson, una ragazza di religione Wiccan, e Kim, una goth dotata di capacità sensitive. I quattro si rivolgono a Jeff Patterson, un ragazzo del posto, che ha avviato tramite pubblicità su Internet un'attività indipendente di guida turistica e di investigazione sul paranormale, il quale assicura che, durante il "tour" nella foresta di Blair, il suo equipaggiamento catturerà tutti gli eventi soprannaturali che si dice possano accadere nei boschi, promettendo quindi un ottimo risultato per quella visita.
Durante la notte il gruppo si accampa tra le rovine della casa di Rustin Parr, e Jeff sistema le telecamere in tutta la zona per riprendere i possibili eventi paranormali, e nel frattempo organizzano una festa attorno ad un falò, ballando e bevendo alcolici, ma vengono disturbati da un altro gruppo di turisti, che afferma di avere giurisdizione sulla zona delle rovine della casa. Jeff si libera degli intrusi raccontando loro di aver visto qualcosa nei pressi della vicina Coffin Rock, convincendo così il gruppo ad allontanarsi per indagare. Il mattino dopo Jeff e il suo gruppo si svegliano senza ricordare nulla di quanto accaduto la notte precedente. Tutta l'attrezzatura di Jeff e tutti i documenti di Stephen e Tristen sono stati completamente distrutti, tranne le pellicole delle telecamere, che il gruppo rinverrà nello stesso punto in cui, in The Blair Witch Project, furono ritrovati i filmati dei tre ragazzi protagonisti. Poco dopo Tristen comincia a perdere sangue, e il gruppo la porta all'ospedale Burkittsville, dove la ragazza ha aborto spontaneo. Poco prima di essere dimessa, Tristen vede nella stanza dove è ricoverata, lo spettro di Eileen Treacle, una bambina (secondo la leggenda) rapita dalla strega nei pressi del vicino fiume e mai più ritrovata. Jeff porta poi il gruppo a casa sua, una fabbrica abbandonata nei pressi di una ripida collina che confina con il bosco, protetta da un elaborato sistema di sicurezza, con telecamere di sorveglianza, e un allarme alla porta d'ingresso. Il gruppo comincia quindi a esaminare i nastri di Jeff, per capire cosa è successo durante le ore della notte di cui non ricordano nulla, ma l'unica immagine degna di nota che riescono a rinvenire raffigura Erica nuda, che danza attorno ad un albero. Erica tuttavia non ricorda tale evento e, sconvolta e convinta che qualcosa di malvagio li stia perseguitando, si ritira nella sua stanza, pregando e piangendo. Ciascuno dei membri del gruppo comincia ad avere allucinazioni di cose orribili (come mangiare un gufo morto, uccidere delle persone, o di essere rinchiusi in un manicomio). Kim, prendendo in prestito il furgone di Jeff, si reca in città per fare approvvigionamento di cibo e alcol, venendo trattata con ostilità e diffidenza dai paesani, e ha un'accesa discussione con la cassiera del negozio, che si rifiuta di battere cassa. Guidando verso casa di Jeff, la ragazza viene attaccata da alcuni paesani che le tirano sassi contro la macchina, e crede di vedere, sulla via del ritorno, alcuni bambini vestiti in abiti ottocenteschi. Tornata da Jeff, riordinando la spesa, Kim si punge su una piccola lima per unghie sporca di sangue, che rinviene sul fondo di una delle buste.
La mattina successiva il gruppo pianifica di lasciare Burkittsville, ma Erica scompare misteriosamente, senza che nessuno l'abbia sentita uscire  e azionare il sistema di allarme della porta di ingresso (che riproduce i latrati di un cane). Kim scopre gli abiti di Erica, circondati da un cerchio di candele accese. Tentano quindi di chiamare il padre di Erica nel suo ufficio per chiedere sue notizie, ma il segretario dell'uomo spiega che egli non ha mai avuto figli. Jeff scopre poi che il suo furgone è distrutto, mentre Kim si giustifica dicendo che ha solo urtato il parafango. Di lì a poco, Craven, l'autoritario sceriffo della contea chiama Jeff (che non ha mai potuto sopportare in quanto lo ha sempre ritenuto un delinquente e un elemento di disturbo) per comunicargli che l'altro gruppo di turisti che avevano incontrato nei boschi è stato trovato a Coffin Rock, brutalmente uccisi e sventrati. Ordina quindi a Jeff di rivelare ciò che sa del delitto, ma Jeff nega ogni coinvolgimento e riaggancia. Kim decide quindi di chiamare aiuto, ma, cercando un elenco telefonico scopre dei dossier su ognuno dei turisti del gruppo nella scrivania di Jeff. Tra i membri del gruppo comincia ormai a serpeggiare sempre più nervosismo e terrore, nessuno di loro riesce più a fidarsi l'uno dell'altro e la convinzione che qualcosa di orribile si sia abbattuto su di loro prende piede in maniera sempre più solida. Tristen (la cui salute mentale è in rapido deterioramento) vede Erica attraverso una finestra, nuda e intenta a ballare intorno ad un albero, come nel video. Stephen corre fuori per parlare con Erica, ma la passerella che collega l'edificio alla collina crolla sotto di lui. Mentre si issa sulla sponda su cui è posta la casa, Stephen vede Eileen Treacle dall'altra parte del fossato. Lo sceriffo chiama di nuovo Jeff e gli dice di trovarsi fuori dalla casa, ed in effetti il monitor di sicurezza mostra che il ponte è intatto. Aprendo la porta, Jeff nota che il ponte è ancora danneggiato, e sull'altra sponda ci sono alcuni cani che abbaiano. Jeff afferra quindi un fucile per sparare ai cani, i quali però scompaiono misteriosamente. Riponendo il fucile in un armadio, Jeff, Stephen, Kim e Tristen vedono Erica al suo interno, ma con immenso orrore, scoprono che la ragazza è morta.
In preda alla più totale disperazione e confusione, i ragazzi riflettono sul da farsi. Tristen suggerisce di avvolgere i nastri al contrario e, avviate seguendo il suo consiglio, le registrazioni portano a galla un'orrenda verità: il filmato mostra Tristen guidare il gruppo in un rituale satanico, a base di sesso e alcol, e in seguito assalire il gruppo di turisti rivale, uccidendoli a coltellate, sventrandoli e legando i cadaveri tra di loro su Coffin Rock (come difatti avvenne, il secolo precedente, ad una squadra di poliziotti nello stesso luogo). A questo punto lo sconvolgimento raggiunge il suo apice: Jeff inizia a filmare Tristen, e Stephen le ordina di confessare tutto davanti alla telecamera. Tristen alterna sogghigni e risposte bizzarre a pianti e richiesta di aiuto, attirandoli al secondo piano della fabbrica, dove Stephen accusa Tristen deliberatamente di aver ucciso il loro bambino. Tristen si lega una corda attorno al collo, minacciando di uccidersi. Provocato da lei, Stephen la spinge oltre la balaustra del secondo piano in un momento di rabbia cieca, causandone la morte.
Nel tragico epilogo della storia, Jeff, Stephen, e Kim vengono arrestati. Ciascuno è interrogato separatamente, con la polizia che mostra loro i filmati che li riprendono nel commettere i loro crimini. La telecamera di sicurezza del supermercato mostra Kim accoltellare la cassiera al collo con la sua lima per le unghie. La telecamera di sorveglianza della casa di Jeff mostra Jeff nudo uccidere Erica, ordinare i suoi vestiti attorno alle candele e nascondere il suo cadavere nell'armadio. Il video di Jeff mostra Stephen aggredire Tristen, accusandola di essere una strega e spingendola sopra la balaustra, mostrando anche come sia stato Stephen a legare la corda attorno al collo della moglie. Tutti e tre, in preda a violente crisi di panico e di nervi, proclamano la loro innocenza, mentre la polizia procede con il loro arresto.

## Produzione
Il regista Joe Berlinger appare in un cameo come Joe a Burkitsville durante le interviste documentaristiche. In una scena quando Erica chiude il freezer si nota un poster col simbolo del gruppo Metal statunitense Biohazard. Uno dei simboli scritti sui muri delle rovine di Rustin Parr è il Thorn celtico, simbolo di Colui che porta la Morte.
La ripresa in volo all'inizio del film è un riferimento a Paradise Lost, dello stesso regista Berlinger; il dottore nel manicomio che nutre col catetere il ragazzo, il tutto mentre fuma è un riferimento a Titicut Follies; il nastro girato al contrario è un riferimento a L'esorcista; i cani che abbaiano sono un riferimento a Il presagio, la scena in cui Erica gira intorno all'albero nuda è un riferimento al film La casa 2.
Infine, il nome del personaggio "Kim Diamond" è un chiaro esplicito riferimento all'artista metal King Diamond. Il cognome dello sceriffo del luogo è Craven, chiaro riferimento al noto regista Wes Craven.

## Critica
Il film ha ricevuto durante l'edizione dei Razzie Awards 2000 cinque nomination: Peggior film, Peggior regista per Joe Berlinger, Peggior sceneggiatura scritta da Daniel Myrick, Eduardo Sánchez, Dick Beebe e Joe Berlinger, Peggior coppia (Due attori qualsiasi) e ha vinto il premio come Peggior remake o sequel.

## Sequel
Eduardo Sánchez e Daniel Myrick, i creatori del primo film, hanno scritto una stesura nel 2009 che ignora i fatti de Il libro delle streghe per proseguire in modo diretto la trama del primo film. Gli attori Heather Donahue, Joshua Leonard e Michael C. Williams sono stati contattati per figurare in ruoli minori. Sanchez e Myrick hanno proposto il trattamento alla LionsGate, la quale ha ricevuto i diritti cinematografici della serie dalla Artisan Entertainment.

## Colonna sonora
- Godhead - The Reckoning
- P.O.D. - Lie Down
- Tony Iommi, Dave Grohl - Goodbye Lament
- Rob Zombie - Dragula
- System of a Down - Mind*'Slaves on a Dope - Stick It Up
- Marilyn Manson - Suicide is painless
- Death in Vegas - Soul Auctioneer
- Project 86 - PS
- Nickelback - Old Enough
- U.P.O. - Feel Alive
- Steakknife - Tommy (Don't Die)
- At the Drive-in - Arcarsenal
- Elastica - Human
- Queen of teh Stone Age - Feel Good Hit of the Summer
- Poe - Haunted